# Piper perditum
Piper perditum är en pepparväxtart som beskrevs av William Trelease. Piper perditum ingår i släktet Piper och familjen pepparväxter. Inga underarter finns listade i Catalogue of Life.